# Isaak Semёnovič Magiton
Isaak Semёnovič Magiton (in russo Исаак Семёнович Магито́н?; Sinferopoli, 29 agosto 1922 – Mosca, 13 dicembre 2009) è stato un regista sovietico.

## Filmografia parziale

### Regista
- Svistat' vsech naverch! (1970)
- Ni slova o futbole (1973)
- Centrovoj iz podnebes'ja (1975)
- Vesennjaja Olimpiada, ili Načal'nik chora (1978)